# Mesagrion
Mesagrion é um género de libelinha da família Megapodagrionidae.
Este género contém as seguintes espécies:
- Mesagrion leucorrhinum